# Nationalratswahl in der Slowakei 2010
- SDKÚ: 28
- SaS: 22
- KDH: 15
- M-H: 14
- Smer: 62
- SNS: 9

Die Parlamentswahl in der Slowakei 2010 zum Nationalrat fand am Samstag, den 12. Juni 2010 statt, volle vier Jahre nach der vorgezogenen Neuwahl im Jahr 2006. Es war die fünfte Nationalratswahl seit der slowakischen Unabhängigkeit 1993.
4,36 Millionen berechtigte Wähler im In- und Ausland konnten über die 150 Mitglieder des Nationalrats für die nächsten vier Jahre entscheiden. Bei der Wahl stellten sich 18 politische Parteien und Bewegungen mit insgesamt 2.401 Kandidaten den slowakischen Wählern.
Die Wahl endete mit einem klaren Sieg der stärksten Koalitionspartei Smer-SD; dennoch verlor die bisherige Koalition ihre Parlamentsmehrheit, da die Koalitionspartner massive Stimmenverluste erlitten. Die SNS konnte sich nur noch knapp über der 5-%-Hürde halten und die in den 1990er Jahren dominierende ĽS-HZDS des ehemaligen Ministerpräsidenten Vladimír Mečiar verpasste erstmals den Einzug in den Nationalrat. Die Mitte-rechts-Opposition (SDKÚ-DS, SaS, KDH und Most–Híd) konnte hingegen zusammen mehr Mandate erhalten und hatte damit bessere Chancen zur Bildung einer neuen Regierung. Als eine Überraschung wurde das Scheitern der ungarischen Oppositionspartei SMK-MKP gewertet.
Am 8. Juli 2010, 26 Tage nach der Wahl, wurde die Wahlkampfleiterin von SDKÚ-DS, Iveta Radičová als Premierministerin der neuen Regierung ernannt. Am Tag darauf wurden auch die neuen Minister ernannt.

## Wahlsystem
Der Nationalrat wurde nach dem Verhältniswahlverfahren gewählt. Es gab eine Sperrklausel von 5 % für einzelne Parteien, für eine Koalition von zwei bis drei Parteien 7 % und für vier und mehr Parteien 10 %. Die Legislaturperiode betrug 4 Jahre.

## Wahlkampf

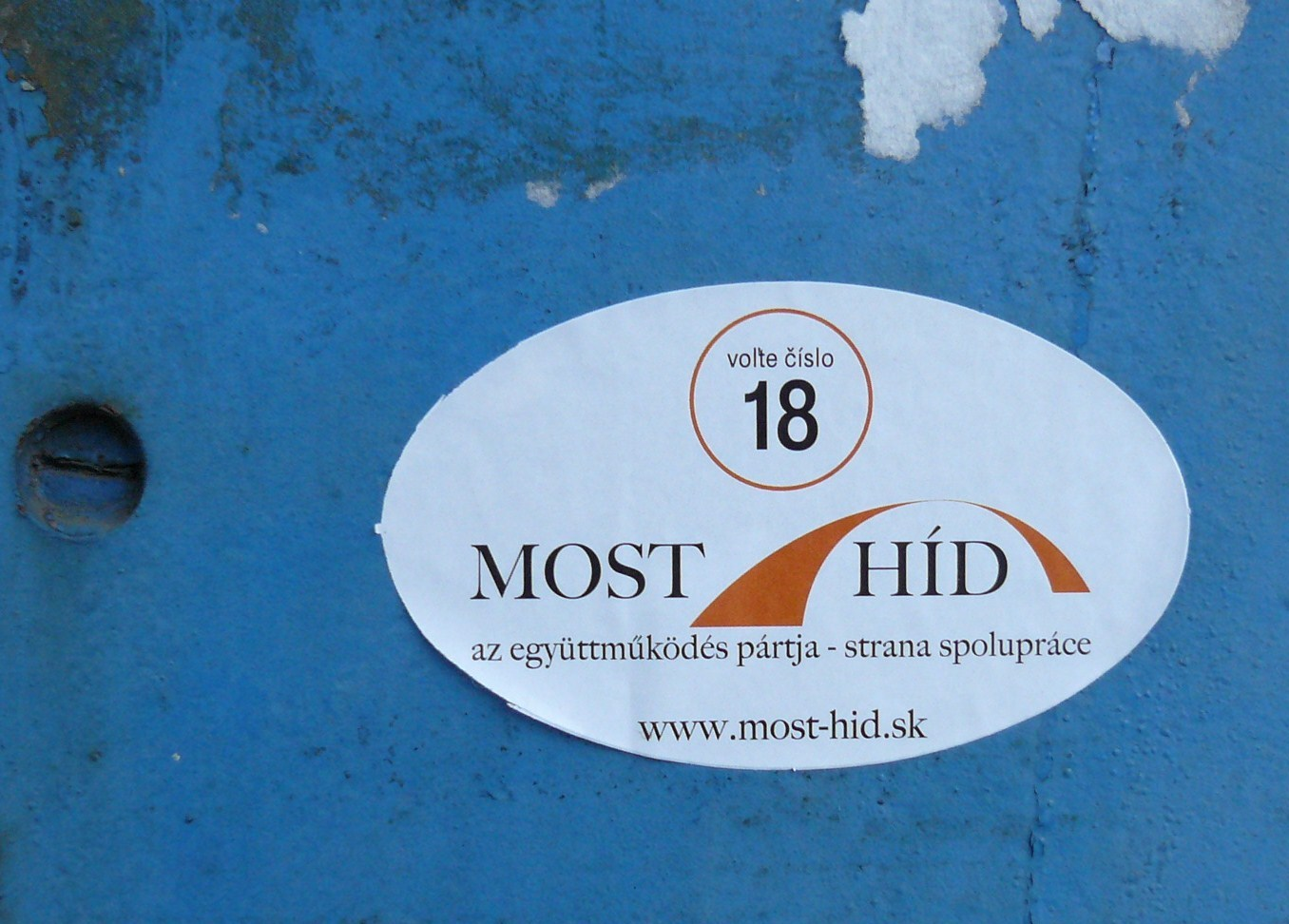
Ein Aufkleber der Partei Most–Híd in Bratislava

Der Termin der Nationalratswahl wurde am 1. Februar 2010 vom Nationalratspräsidenten Pavol Paška bekannt gegeben.
Die Hauptthemen des Wahlkampfes waren ursprünglich die Auswirkungen der globalen Wirtschaftskrise auf die slowakische Wirtschaft und die komplizierten slowakisch-ungarischen Beziehungen. Einige Wochen vor der Wahl kamen auch die Hochwasserprobleme und ein neun Jahre alter Fall der Schattenfinanzierung der Partei Smer-SD hinzu. Aber von beiden Seiten waren auch verschiedene Themen und Stile zu erwarten: von den Koalitionsparteien Themen wie ein starkes soziales Programm, Schutz des Staates gegen die „Feinde“ (Ungarn, Opposition, Medien), Roma-Problematik (SNS) und im Allgemeinen eine aggressive Führung der Wahlkampagne. Von den Oppositionsparteien war eine Mischung zu erwarten: bei SaS (Wirtschaft und Liberalismus), Most-Híd (Zusammenarbeit der Slowaken und Ungarn) und KDH (traditionelle Werte, Recht, Korruption und teilweise Wirtschaft) eine passive und positive Führung; bei SMK-MKP (Interesse der Ungarn, Regionalentwicklung) und SDKÚ-DS (Wirtschaft, Schul- und Gesundheitswesen, Korruption, Alternative gegenüber der Smer-SD) vermuteten die Politologen teilweise auch Konfrontation, gemischt mit positiver Führung.
Die Regierung Fico hat die Einführung des Euro am 1. Januar 2009, Verstärkung der sozialen Programme (z. B. Weihnachtsrente, keine Steuererhöhung) und Rücksetzung einiger „antisozialer“ Maßnahmen der Mitte-rechts-Regierung 1998–2006 als ihre Erfolge gelistet. Die Opposition hingegen wies auf das wachsende Haushaltsdefizit (6,3 % des BIP in 2009), höhere Arbeitslosigkeit (14,2 % in 2009), Stillstand des Wachstums des BIP (−5 % im Jahr 2009) und niedrigere Auslandsinvestitionen in der Slowakei hin. Auch die griechische Finanzkrise war ein Thema; SDKÚ-DS, SaS und SNS hatten das Darlehen für den griechischen Staat im Wert von 816 Mio. Euro abgelehnt. Die Smer-SD hatte nur unter Bedingungen zugestimmt; nur die ĽS-HZDS war dafür. Nach Richard Sulíks (SaS) Aussage war jedoch auch die Slowakei unter Ficos Führung auf dem „griechischen Weg“ (Steigerung von Staatsverschuldung).
Der Wahlsieg der Fidesz unter der Führung von Viktor Orbán bei der Parlamentswahl in Ungarn 2010 hatte auch die slowakische Wahlkampagne beeinflusst, wo die Slovenská národná strana (SNS) als erste die sogenannte „ungarische Karte“ spielte. Der Beschluss des ungarischen Parlaments am 25. Mai 2010 über das Doppelstaatsbürgerschaftsgesetz (mit Gültigkeit ab 1. Januar 2011), nach dem auch Ungarn im Ausland die ungarische Staatsbürgerschaft erhalten können, verursachte schnelle Reaktionen der slowakischen Regierung. Nur einen Tag darauf verabschiedete der slowakische Nationalrat ein Gesetz, nach dem Einwohner die slowakische Bürgerschaft verlieren können, wenn sie eine andere akzeptieren. Premierminister Fico bezeichnete das Vorgehen der ungarischen Regierung noch vor dem Beschluss als eine „Zeitbombe“ und Gefahr für die ganze Europäische Union, während die Oppositionsparteien beschuldigten die Regierung des Populismus, um mehr Stimmen zu gewinnen.
Etwa vier Wochen vor der Wahl begann auch ein Skandal um die Finanzierung der Koalitionspartei Smer-SD im Zusammenhang mit den Vorbereitungen zu der Nationalratswahl im Jahr 2002. Die Zeitungen Nový Čas und SME hatten einen Darlehensvertrag von 2001 in Höhe von 1,06 Mio. Euro zwischen einem Energieunternehmer und dem Wahlkampfleiter der Partei veröffentlicht. Dabei hatte auch das ehemalige Mitglied und Mitgründer der Smer-SD Bohumíl Hanzel berichtet, dass Fico selbst von verdeckten Spendern etwa 100 Mio. SKK (3,33 Mio. Euro) eingesammelt hatte, mit der Absicht deren Vertrauenspersonen hohe Positionen im Staat und den Unternehmen selbst Staatsaufträge zuzuteilen. Daneben berichtete er, dass zwar offiziell die Wahlkampagne 2002 der Smer-SD nur 352.000 Euro gekostet hätte, es aber tatsächlich 9,4 Mio. Euro wären. Als Reaktion belangte die Partei die beiden Tageszeitungen und wehrte sich mit dem Hinweis auf einen ähnlichen Spendenskandal der SDKÚ-DS von 2000 und 2003. Zwei Tage vor dem Wahltag wurde eine Audioaufnahme veröffentlicht, wo vermutlich Fico erzählte, wie er selbst an der offiziellen Buchhaltung vorbei 75 Mio. SKK (2,5 Mio. Euro) für die Partei gesammelt hatte. Laut Fico waren alle diese Anklagen „die größten Schweinereien“ gegen seine Partei und Teil der gegnerischen Wahlkampagne, er lehnte aber auch ab über die Finanzierungssituation zu diskutieren.
Auch das Hochwasser hatte Auswirkungen auf die Wahlkampagnen der Parteien. Im Zentrum stand dabei die angeblich leere Notreserve des Premierministers. Die liberale Zeitung SME berichtete, dass Fico mehr als das ihm zustehende Geld gespendet habe und dies auch nicht für Notsituationen, obwohl auch beim vorherigen Premierminister dieselbe Praxis galt. Die Empfänger waren unter anderem Gemeinden unter Führung von Koalitionsbürgermeistern (meistens für den Bau neuer Fußballplätze), Gemeinden im Okres Topoľčany (Ficos Heimatbezirk) und ein Fitnessmodel. Fico dementierte die Meldung und verlautbarte, dass nur die Hälfte seiner Notreserve aufgebraucht sei. Mit dem Ausgeben von Geld nach Parteienzugehörigkeit hat der Premierminister laut SDKÚ-DS zugegeben, dass er nichts für Hochwasseropfer übrig habe und die Notreserve „ausplünderte“.
Manchen Medienberichten zufolge hätten sich die Oppositionsparteien SDKÚ-DS, KDH, Most-Híd, SaS und SMK-MKP darauf geeinigt, nicht mit den derzeitigen Regierungsparteien zu koalieren. Nach anderen Berichten jedoch hätten die „Christdemokraten und die beiden ungarischen Parteien nicht ausgeschlossen, mit Fico zu koalieren.“ Darüber hinaus gibt es Gerüchte, dass sich Fico mit der SPE darauf geeinigt hätte, wenn möglich, nicht wieder mit den Nationalisten zusammenzuarbeiten. Zuletzt war SNS-Anführer Ján Slota auch ausfallend gegenüber seinem Koalitionspartner Smer-SD und vor allem dessen Vorsitzenden Robert Fico geworden.

## Wahlwerbende Parteien

### Richtung – Sozialdemokratie (Smer-SD)

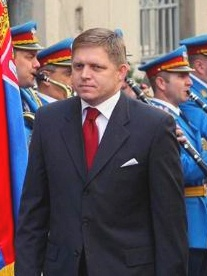
Robert Fico, Parteivorsitzender von Smer-SD und damaliger Premierminister

Die seit dem Juli 2006 regierende sozialdemokratische Smer-SD, trat bei der Wahl als die stärkste Regierungspartei an. Sein Parteivorsitzender und zugleich Premierminister Robert Fico war auch Wahlkampfleiter.
Die Partei versprach, die sozialen Maßnahmen (z. B. Weihnachtsrente) noch zu verstärken, sowie keine höheren Steuern, Preisregulation im Energiesektor und Schutz des Gesundheitswesens als öffentlichen Dienst. Als weitere Versprechungen im „Programmbotengang“ sind die Weiterführung der Großbauprojekte wie das Kernkraftwerk Mochovce, der Autobahnbau via PPP oder Bau Eisenbahnstrecke russischer Breitspur nach Wien durch Bratislava. Sie sprach sich für eine aktive Rolle des Staates in der Wirtschaft und eine Gebietsreform aus. Des Weiteren war sie für eine Außenpolitik mit guten Beziehungen zur EU, sowie auch zu Nicht-EU-Staaten und eine Wehr der slowakischen Unabhängigkeit, insbesondere gegen das „großungarische Chauvinismus“. Das Programm wurde kritisiert wegen der Möglichkeit der weiteren Verschuldung des Staates.
Der stellvertretende Vorsitzende Dušan Čaplovič schätzte das Wahlergebnis auf über 33 % für seine Partei.

### Slowakische Demokratische und Christliche Union – Demokratische Partei (SDKÚ-DS)
Die stärkste Oppositionspartei, die konservativ-liberale Slowakische Demokratische und Christliche Union – Demokratische Partei, wählte Iveta Radičová am 28. Februar 2010 als Wahlkampfleiterin, obwohl Mikuláš Dzurinda noch der Vorsitzende war.
In seinem Wahlprogramm wich die Partei von ihrem ursprünglichen Ruf als Reformpartei ab und erwähnte mehr die sozialen Probleme. Als Prioritäten wurden die Haltung zu der sich vergrößernden Staatsverschuldung ohne Steuererhöhung, Verbesserung der Bedingungen für die Unternehmen, Liberalisierung der Arbeitsgesetze, vorgezogene Schaffung der Arbeitsplätze in von Arbeitslosigkeit betroffenen Regionen, ein besseres Schulwesen und Forschung, sowie der Kampf gegen Korruption und Kriminalität benannt. Auch bessere öffentliche Dienste und der Kampf gegen überflüssige Bürokratie auf nationaler und EU-Ebene wurden erwähnt. Beim Verkehr wurde auch wie bei Smer-SD der Autobahnbau (allerdings durch EU-Gelder) hervorgehoben, aber im Gegensatz der Widerruf des Breitspurstrecke-Projekts erwähnt.
Die Wahlkampfleiterin Iveta Radičová erklärte als Ziel der Partei mindestens die Wiederholung der Ergebnisse von der Wahl 2006 (das sind etwa 18 %).

### Slovenská národná strana (SNS)

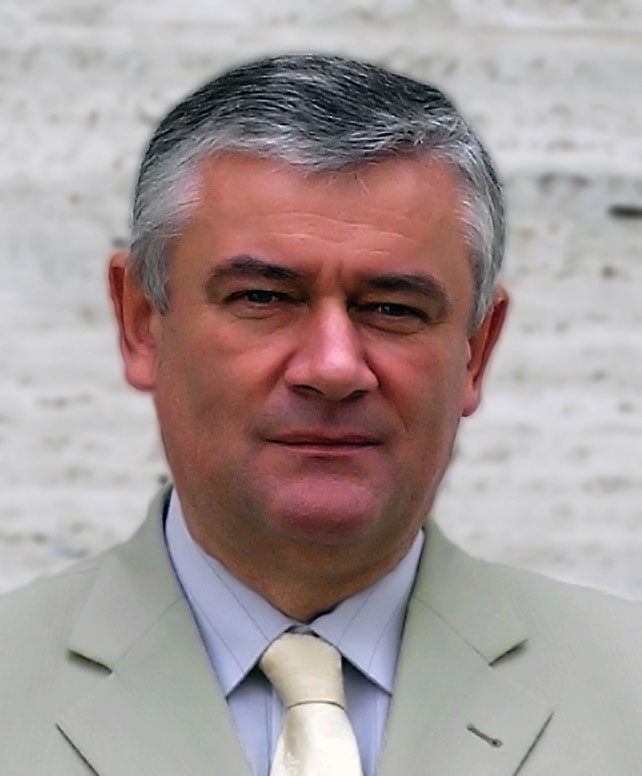
Ján Slota (SNS)

Die Prioritäten der von Ján Slota geführten nationalistischen Slovenská národná strana waren die Wehrfähigkeit des Militärs und die Unterstützung slowakischer Mittel- und Kleinunternehmer. Auch die bessere „Abwehr“ gegen Ungarn stellte eine der Hauptpunkte dar.
Der Vorsitzende Ján Slota war überzeugt, dass seine Partei mindestens 10 % der Stimmen bei der Wahl erreichen würde.

### Christlich-demokratische Bewegung (KDH)
Die konservative Christlich-demokratische Bewegung wurde bei der Wahl vom Vorsitzenden und ehemaligen EK-Kommissar für Bildung und Kultur Ján Figeľ geleitet.
Die Hauptschwerpunkte der Christlich-demokratischen Bewegung in ihrem Programm waren soziale Maßnahmen für junge Familien, eine obere Grenze für die Staatsverschuldung (45 % des BIP) und niedrigere Kosten für die Krankenversicherung. Eine Verbesserung der slowakisch-ungarischen Beziehungen, allerdings ohne Einführung des ungarischen Doppelstaatsbürgerschaftsgesetzes, wurde auch erwähnt.
Als Ziel setzte sich die Partei 10 % der Stimmen bei der Wahl und die Teilnahme an einer Mitte-rechts-Regierung.

### Partei der ungarischen Koalition (SMK-MKP)

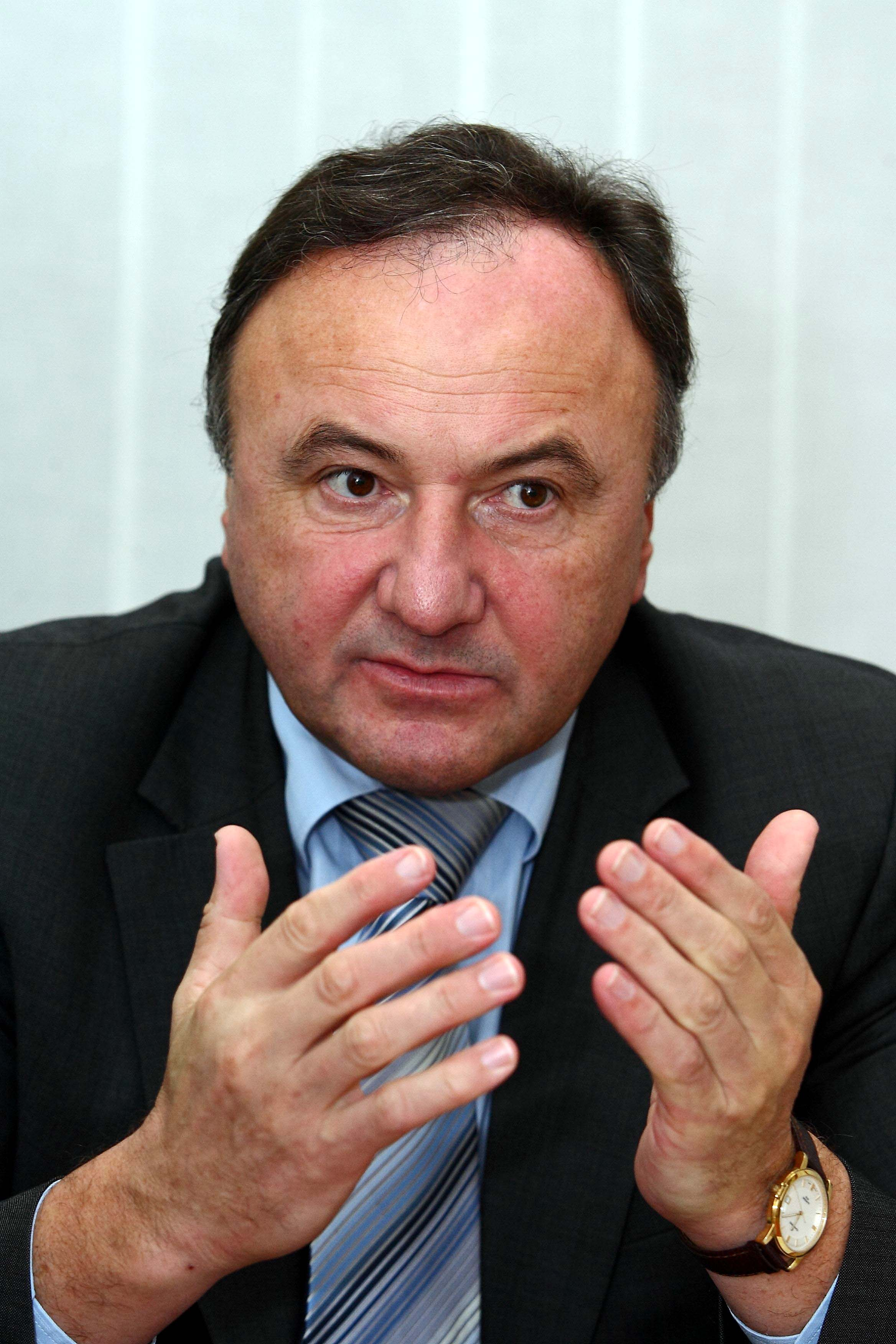
Pál Csáky (SMK-MKP)

Die Partei der ungarischen Koalition trat die Wahl mit 2007 gewählten Vorsitzenden Pál Csáky an.
Im Programm setzte sich für stärkere Autonomie der Gemeinden insbesondere in der ungarischsprachigen Südslowakei; dabei wollte sie auch die ungarische Sprache bei Ämtern stärken und ein vollständiges Schulwesen für ungarischsprachige Schüler in der Muttersprache gründen. Das Programm sah auch verbesserte Bedingungen für Roma vor. In der Wirtschaftsfrage sprach sie sich für eine wirtschaftlich verstärkte Südslowakei aus und für Unterstützungen für arme Regionen. Im Verkehr setzte sie sich für den Bau einer Südschnellstraße (Bratislava – Nové Zámky – Lučenec, Bezeichnung R7) und die Renovierung der Bahnstrecken Bratislava–Košice via Süden und Bratislava–Komárno ein.
Der damalige stellvertretende Vorsitzende (heute Vorsitzende) von SMK-MKP József Berényi war gewiss, dass seine Partei die Fünf-Prozent-Hürde überschreiten könne.

### Volkspartei – Bewegung für eine demokratische Slowakei (ĽS-HZDS)
Die in den 1990er Jahren regierende Volkspartei – Bewegung für eine demokratische Slowakei trat zur Wahl mit dem langjährigen Vorsitzenden Vladimír Mečiar an.
Im Programm war die Partei für die volle 13. Rente, den regionalen Mindestlohn und einen niedrigeren Zinssatz bei Verkäuferkrediten für die Armschicht. Im Wirtschaftsbereich versprach sie, die neuen Technologien zu unterstützen und setzte sich für eine große Rolle des Staates in Energieunternehmen ein. Bei Kultur wollte sie die slowakische Sprache in allen Bereichen durchsetzen. In der Außenpolitik neben „glaubhaften“ Beziehungen zu den EU-Staaten setzte sie sich für gute Beziehungen zu Russland und der Ukraine und eine Ablehnung von ungarischen Ansprüchen ein.
Der stellvertretende Vorsitzende der ĽS-HZDS Jozef Habánik nannte als Ziel der Partei 10 % der Stimmen oder mehr bei der Wahl zu bekommen. Zusätzlich Mečiar bemerkte, dass er eine Zwei-Parteien-Koalition mit Smer-SD nach der Wahl bilden wollte.

### Freiheit und Solidarität (SaS)

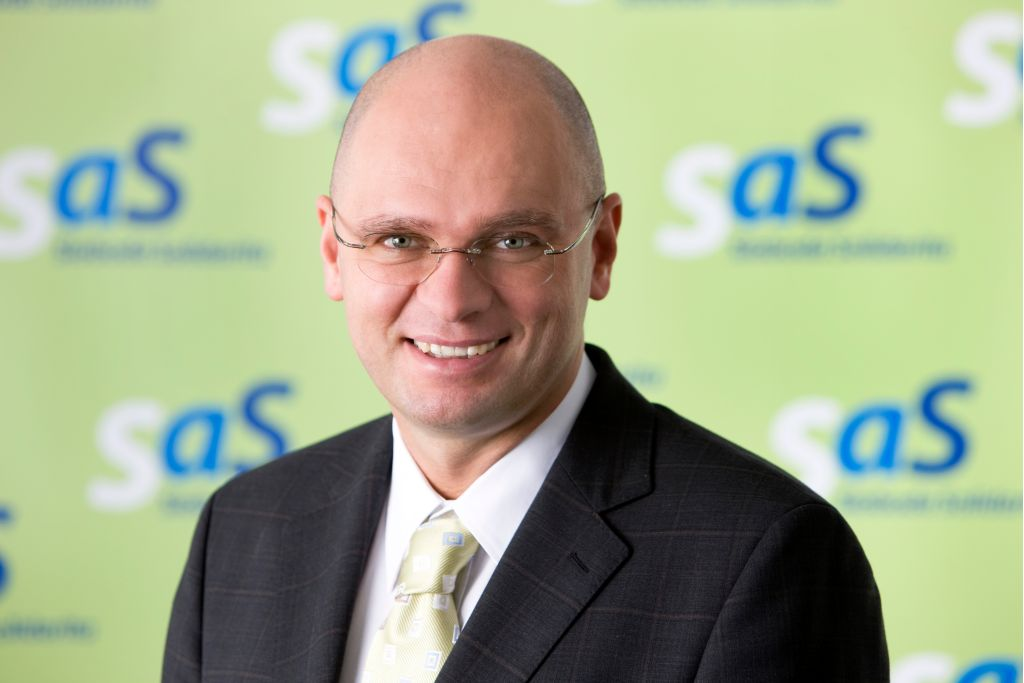
Richard Sulík (SaS)

Die erst im Jahr 2009 gegründete neoliberale Partei Sloboda a Solidarita (Freiheit und Solidarität) trat die Wahl mit ihren Vorsitzenden Richard Sulík an.
Sie versprach wie SDKÚ-DS die wachsende Staatsverschuldung zu stoppen. Des Weiteren wurden auch bessere Bedingungen für Unternehmer und eine einfachere Steuerabfuhr erwähnt, was auch das Hauptthema der Parteikampagne war. Auch Reformen in der Justiz, Liberalisierung der Drogengesetze und Legalisierung der gleichgeschlechtlichen Ehe waren weitere Hauptpunkte. Weiter setzte sie sich für die Trennung von Staat und Religion, das Freimarkt-Prinzip im Gesundheitswesen, die Reduzierung der Bürokratie und eine passivere Rolle des Staates.
Die Partei wollte, nach Aussage ihres Vorsitzenden, nach der Wahl 2010 in den Nationalrat einziehen, also mindestens 5 % der Stimmen holen. Auf ihrer Liste traten zu dem Kandidaten der Obyčajní ľudia-Bewegung vom späteren Premier Igor Matovič an.

### Most–Híd
Die Ungarn-Partei Most–Híd (Brücke) trat zur Wahl als die neueste Partei an. Ihr Vorsitzender ist Béla Bugár, der ehemalige Vorsitzende der SMK-MKP bis 2007, nachdem er ausgetauscht worden war.
Als Hauptpunkte des Programms mit dem Namen „Es ist Zeit, Sachen besser zu machen“ waren die Senkung der hohen Arbeitslosigkeit, Änderungen im Rentensystem, bessere Nutzung des landwirtschaftlichen Bodens und gleichmäßigere Anbindung der Regionen an die Autobahnen und Schnellstraßen. Auch die Verbesserung der slowakisch-ungarischen Beziehungen stellte eine der Hauptpunkte dar.
Im Gegensatz zur SMK-MKP orientierte sich die Partei auch an slowakischen Wählern. Ziel der Partei waren 8 % der Stimmen.

## Umfragen
Laut einer Umfrage von Ende Februar 2010 hätten die regierenden Sozialdemokraten mit einem weiten Vorsprung von rund 25 Prozent gewonnen. Den zweiten Platz hätten die oppositionelle SDKÚ-DS und KDH belegt, beide jeweils mit rund 13 % der Wählerstimmen. Den Einzug in den Nationalrat hätten auch vier andere Parteien geschafft – SaS, ĽS-HZDS, SMK-MKP und Most-Híd. An der 5-%-Hürde wäre die mitregierende SNS gescheitert.
Eine neuere Umfrage vom April 2010 erbrachte überraschende Ergebnisse. Laut der Presseagentur der slowakischen Republik (TASR) würde die Smer-SD 44 % erreichen, SDKÚ-DS und KDH 13,1 %, die SNS 7 % und die Mečiar-Partei ĽS-HZDS 6,1 %. SaS (4,3 %), SMK-MKP (3,9 %) und Most-Híd (2,3 %) würden an der 5-%-Hürde scheitern. Nach einer Umfrage von TA3 und der Agentur Focus, die am 21. April 2010 veröffentlicht wurde, würde Smer-SD 36,8 % und die SDKÚ-DS 13,4 % erhalten. Die SaS erreichte bei der Umfrage 11,5 %. KDH und SNS erhielten je 8,6 %, die ĽS-HZDS 5,4 % und die SMK-MKP und die Most-Híd je 5,1 %.
Die tschechische Nachrichtenagentur ČTK führte im Mai 2010 eine Umfrage durch, nach der die Smer-SD 36,2 % und die SNS 5,3 % erhielten. Damit würden sie gemeinsam 70 der 150 Sitze im slowakischen Nationalrat erhalten. Die Regierung hätte jedoch keine Mehrheit der Sitze mehr inne, da dieselbe Umfrage ein Scheitern der ĽS-HZDS an der 5 %-Hürde voraussagte.
| \| Institut \| Datum \| Smer-SD \| SDKÚ-DS \| SNS \| SMK-MKP \| ĽS-HZDS \| KDH \| KSS \| Sonstige \| \| --------- \| ---------- \| ------- \| ------- \| ------ \| ------- \| ------- \| ------ \| ----- \| -------- \| \| FOCUS[55] \| 07.04.2009 \| 45,7 % \| 15,8 % \| 7,7 % \| 9,0 % \| 4,8 % \| 8,0 % \| 0,9 % \| 8,1 % \| \| FOCUS[56] \| 10.03.2009 \| 44,7 % \| 17,6 % \| 6,6 % \| 9,2 % \| 4,7 % \| 7,5 % \| 2,7 % \| 7,0 % \| \| FOCUS[57] \| 19.02.2009 \| 43,5 % \| 13,6 % \| 8,4 % \| 10,0 % \| 6,5 % \| 8,5 % \| 2,6 % \| 6,9 % \| \| FOCUS[58] \| 30.01.2009 \| 46,9 % \| 13,6 % \| 8,3 % \| 9,0 % \| 8,1 % \| 7,1 % \| 1,6 % \| 5,4 % \| \| FOCUS[59] \| 16.12.2008 \| 42,3 % \| 11,1 % \| 9,0 % \| 8,7 % \| 8,9 % \| 10,4 % \| 2,9 % \| 6,7 % \| \| FOCUS[60] \| 28.11.2008 \| 42,7 % \| 12,1 % \| 9,6 % \| 10,4 % \| 7,8 % \| 9,1 % \| 2,7 % \| 5,6 % \| \| FOCUS[61] \| 29.10.2008 \| 44,8 % \| 15,1 % \| 10,3 % \| 7,9 % \| 6,8 % \| 7,8 % \| 2,0 % \| 5,3 % \| \| FOCUS[62] \| 25.09.2008 \| 38,8 % \| 15,2 % \| 10,5 % \| 9,6 % \| 7,3 % \| 9,3 % \| 3,1 % \| 6,2 % \| \| FOCUS[63] \| 28.08.2008 \| 41,1 % \| 12,4 % \| 13,1 % \| 9,5 % \| 6,5 % \| 9,7 % \| 2,1 % \| 5,6 % \| \| FOCUS[64] \| 30.06.2008 \| 44,0 % \| 11,8 % \| 10,8 % \| 8,4 % \| 8,8 % \| 8,7 % \| 2,4 % \| 5,1 % \| \| FOCUS[65] \| 20.05.2008 \| 38,6 % \| 13,2 % \| 11,8 % \| 9,4 % \| 8,6 % \| 11,0 % \| 3,6 % \| 3,8 % \| \| FOCUS[66] \| 28.04.2008 \| 39,7 % \| 12,0 % \| 13,8 % \| 9,1 % \| 8,6 % \| 9,0 % \| 2,9 % \| 4,9 % \| \| FOCUS[67] \| 28.03.2008 \| 39,5 % \| 11,9 % \| 14,7 % \| 10,1 % \| 7,5 % \| 9,8 % \| 2,9 % \| 3,6 % \| \| FOCUS[68] \| 29.02.2008 \| 37,2 % \| 16,0 % \| 13,6 % \| 9,0 % \| 8,1 % \| 9,1 % \| 2,5 % \| 4,5 % \| \| FOCUS[69] \| 18.12.2007 \| 33,2 % \| 16,4 % \| 12,4 % \| 10,7 % \| 8,0 % \| 9,2 % \| 3,9 % \| 6,2 % \| \| FOCUS[70] \| 28.11.2007 \| 31,9 % \| 16,6 % \| 14,2 % \| 9,5 % \| 8,5 % \| 10,0 % \| 4,2 % \| 5,1 % \| \| FOCUS[71] \| 26.10.2007 \| 33,3 % \| 15,5 % \| 13,7 % \| 10,8 % \| 8,9 % \| 9,5 % \| 3,4 % \| 4,9 % \| \| FOCUS[72] \| 25.09.2007 \| 34,6 % \| 15,1 % \| 13,7 % \| 9,8 % \| 9,6 % \| 7,5 % \| 3,3 % \| 6,4 % \| \| FOCUS[73] \| 24.08.2007 \| 33,8 % \| 18,0 % \| 11,6 % \| 10,7 % \| 8,3 % \| 7,6 % \| 3,5 % \| 6,5 % \| \| FOCUS[74] \| 30.07.2007 \| 35,0 % \| 17,0 % \| 11,7 % \| 9,7 % \| 8,4 % \| 8,0 % \| 3,6 % \| 6,6 % \| \| FOCUS[75] \| 25.06.2007 \| 34,6 % \| 17,7 % \| 14,0 % \| 8,6 % \| 8,0 % \| 8,6 % \| 3,1 % \| 5,4 % \| \| FOCUS[76] \| 18.05.2007 \| 40,3 % \| 17,5 % \| 11,8 % \| 7,7 % \| 7,1 % \| 7,5 % \| 3,8 % \| 4,3 % \| \| FOCUS[77] \| 25.04.2007 \| 36,9 % \| 15,4 % \| 10,9 % \| 8,9 % \| 9,3 % \| 9,0 % \| 3,6 % \| 6,0 % \| \| FOCUS[78] \| 29.03.2007 \| 34,3 % \| 16,4 % \| 12,8 % \| 10,4 % \| 7,9 % \| 8,9 % \| 3,0 % \| 6,3 % \| \| FOCUS[79] \| 20.02.2007 \| 36,3 % \| 13,8 % \| 12,0 % \| 11,0 % \| 9,2 % \| 8,0 % \| 3,8 % \| 5,9 % \| \| FOCUS[80] \| 11.12.2006 \| 33,7 % \| 16,4 % \| 11,8 % \| 10,8 % \| 9,2 % \| 8,1 % \| 4,0 % \| 6,0 % \| \| FOCUS[81] \| 24.11.2006 \| 36,7 % \| 13,6 % \| 11,7 % \| 11,1 % \| 7,8 % \| 7,5 % \| 3,3 % \| 8,3 % \| \| FOCUS[82] \| 24.10.2006 \| 36,8 % \| 14,6 % \| 12,8 % \| 9,3 % \| 8,5 % \| 8,1 % \| 3,8 % \| 6,1 % \| \| FOCUS[83] \| 17.07.2006 \| 31,6 % \| 18,3 % \| 14,8 % \| 12,4 % \| 8,2 % \| 6,4 % \| 3,2 % \| 5,1 % \| |            |         |         |        |         |         |        |       |          |
| Institut | Datum      | Smer-SD | SDKÚ-DS | SNS    | SMK-MKP | ĽS-HZDS | KDH    | KSS   | Sonstige |
| FOCUS | 07.04.2009 | 45,7 %  | 15,8 %  | 7,7 %  | 9,0 %   | 4,8 %   | 8,0 %  | 0,9 % | 8,1 %    |
| FOCUS | 10.03.2009 | 44,7 %  | 17,6 %  | 6,6 %  | 9,2 %   | 4,7 %   | 7,5 %  | 2,7 % | 7,0 %    |
| FOCUS | 19.02.2009 | 43,5 %  | 13,6 %  | 8,4 %  | 10,0 %  | 6,5 %   | 8,5 %  | 2,6 % | 6,9 %    |
| FOCUS | 30.01.2009 | 46,9 %  | 13,6 %  | 8,3 %  | 9,0 %   | 8,1 %   | 7,1 %  | 1,6 % | 5,4 %    |
| FOCUS | 16.12.2008 | 42,3 %  | 11,1 %  | 9,0 %  | 8,7 %   | 8,9 %   | 10,4 % | 2,9 % | 6,7 %    |
| FOCUS | 28.11.2008 | 42,7 %  | 12,1 %  | 9,6 %  | 10,4 %  | 7,8 %   | 9,1 %  | 2,7 % | 5,6 %    |
| FOCUS | 29.10.2008 | 44,8 %  | 15,1 %  | 10,3 % | 7,9 %   | 6,8 %   | 7,8 %  | 2,0 % | 5,3 %    |
| FOCUS | 25.09.2008 | 38,8 %  | 15,2 %  | 10,5 % | 9,6 %   | 7,3 %   | 9,3 %  | 3,1 % | 6,2 %    |
| FOCUS | 28.08.2008 | 41,1 %  | 12,4 %  | 13,1 % | 9,5 %   | 6,5 %   | 9,7 %  | 2,1 % | 5,6 %    |
| FOCUS | 30.06.2008 | 44,0 %  | 11,8 %  | 10,8 % | 8,4 %   | 8,8 %   | 8,7 %  | 2,4 % | 5,1 %    |
| FOCUS | 20.05.2008 | 38,6 %  | 13,2 %  | 11,8 % | 9,4 %   | 8,6 %   | 11,0 % | 3,6 % | 3,8 %    |
| FOCUS | 28.04.2008 | 39,7 %  | 12,0 %  | 13,8 % | 9,1 %   | 8,6 %   | 9,0 %  | 2,9 % | 4,9 %    |
| FOCUS | 28.03.2008 | 39,5 %  | 11,9 %  | 14,7 % | 10,1 %  | 7,5 %   | 9,8 %  | 2,9 % | 3,6 %    |
| FOCUS | 29.02.2008 | 37,2 %  | 16,0 %  | 13,6 % | 9,0 %   | 8,1 %   | 9,1 %  | 2,5 % | 4,5 %    |
| FOCUS | 18.12.2007 | 33,2 %  | 16,4 %  | 12,4 % | 10,7 %  | 8,0 %   | 9,2 %  | 3,9 % | 6,2 %    |
| FOCUS | 28.11.2007 | 31,9 %  | 16,6 %  | 14,2 % | 9,5 %   | 8,5 %   | 10,0 % | 4,2 % | 5,1 %    |
| FOCUS | 26.10.2007 | 33,3 %  | 15,5 %  | 13,7 % | 10,8 %  | 8,9 %   | 9,5 %  | 3,4 % | 4,9 %    |
| FOCUS | 25.09.2007 | 34,6 %  | 15,1 %  | 13,7 % | 9,8 %   | 9,6 %   | 7,5 %  | 3,3 % | 6,4 %    |
| FOCUS | 24.08.2007 | 33,8 %  | 18,0 %  | 11,6 % | 10,7 %  | 8,3 %   | 7,6 %  | 3,5 % | 6,5 %    |
| FOCUS | 30.07.2007 | 35,0 %  | 17,0 %  | 11,7 % | 9,7 %   | 8,4 %   | 8,0 %  | 3,6 % | 6,6 %    |
| FOCUS | 25.06.2007 | 34,6 %  | 17,7 %  | 14,0 % | 8,6 %   | 8,0 %   | 8,6 %  | 3,1 % | 5,4 %    |
| FOCUS | 18.05.2007 | 40,3 %  | 17,5 %  | 11,8 % | 7,7 %   | 7,1 %   | 7,5 %  | 3,8 % | 4,3 %    |
| FOCUS | 25.04.2007 | 36,9 %  | 15,4 %  | 10,9 % | 8,9 %   | 9,3 %   | 9,0 %  | 3,6 % | 6,0 %    |
| FOCUS | 29.03.2007 | 34,3 %  | 16,4 %  | 12,8 % | 10,4 %  | 7,9 %   | 8,9 %  | 3,0 % | 6,3 %    |
| FOCUS | 20.02.2007 | 36,3 %  | 13,8 %  | 12,0 % | 11,0 %  | 9,2 %   | 8,0 %  | 3,8 % | 5,9 %    |
| FOCUS | 11.12.2006 | 33,7 %  | 16,4 %  | 11,8 % | 10,8 %  | 9,2 %   | 8,1 %  | 4,0 % | 6,0 %    |
| FOCUS | 24.11.2006 | 36,7 %  | 13,6 %  | 11,7 % | 11,1 %  | 7,8 %   | 7,5 %  | 3,3 % | 8,3 %    |
| FOCUS | 24.10.2006 | 36,8 %  | 14,6 %  | 12,8 % | 9,3 %   | 8,5 %   | 8,1 %  | 3,8 % | 6,1 %    |
| FOCUS | 17.07.2006 | 31,6 %  | 18,3 %  | 14,8 % | 12,4 %  | 8,2 %   | 6,4 %  | 3,2 % | 5,1 %    |

| Institut | Datum      | Smer-SD | SDKÚ-DS | SNS    | SMK-MKP | ĽS-HZDS | KDH    | KSS   | Sonstige |
| -------- | ---------- | ------- | ------- | ------ | ------- | ------- | ------ | ----- | -------- |
| FOCUS    | 07.04.2009 | 45,7 %  | 15,8 %  | 7,7 %  | 9,0 %   | 4,8 %   | 8,0 %  | 0,9 % | 8,1 %    |
| FOCUS    | 10.03.2009 | 44,7 %  | 17,6 %  | 6,6 %  | 9,2 %   | 4,7 %   | 7,5 %  | 2,7 % | 7,0 %    |
| FOCUS    | 19.02.2009 | 43,5 %  | 13,6 %  | 8,4 %  | 10,0 %  | 6,5 %   | 8,5 %  | 2,6 % | 6,9 %    |
| FOCUS    | 30.01.2009 | 46,9 %  | 13,6 %  | 8,3 %  | 9,0 %   | 8,1 %   | 7,1 %  | 1,6 % | 5,4 %    |
| FOCUS    | 16.12.2008 | 42,3 %  | 11,1 %  | 9,0 %  | 8,7 %   | 8,9 %   | 10,4 % | 2,9 % | 6,7 %    |
| FOCUS    | 28.11.2008 | 42,7 %  | 12,1 %  | 9,6 %  | 10,4 %  | 7,8 %   | 9,1 %  | 2,7 % | 5,6 %    |
| FOCUS    | 29.10.2008 | 44,8 %  | 15,1 %  | 10,3 % | 7,9 %   | 6,8 %   | 7,8 %  | 2,0 % | 5,3 %    |
| FOCUS    | 25.09.2008 | 38,8 %  | 15,2 %  | 10,5 % | 9,6 %   | 7,3 %   | 9,3 %  | 3,1 % | 6,2 %    |
| FOCUS    | 28.08.2008 | 41,1 %  | 12,4 %  | 13,1 % | 9,5 %   | 6,5 %   | 9,7 %  | 2,1 % | 5,6 %    |
| FOCUS    | 30.06.2008 | 44,0 %  | 11,8 %  | 10,8 % | 8,4 %   | 8,8 %   | 8,7 %  | 2,4 % | 5,1 %    |
| FOCUS    | 20.05.2008 | 38,6 %  | 13,2 %  | 11,8 % | 9,4 %   | 8,6 %   | 11,0 % | 3,6 % | 3,8 %    |
| FOCUS    | 28.04.2008 | 39,7 %  | 12,0 %  | 13,8 % | 9,1 %   | 8,6 %   | 9,0 %  | 2,9 % | 4,9 %    |
| FOCUS    | 28.03.2008 | 39,5 %  | 11,9 %  | 14,7 % | 10,1 %  | 7,5 %   | 9,8 %  | 2,9 % | 3,6 %    |
| FOCUS    | 29.02.2008 | 37,2 %  | 16,0 %  | 13,6 % | 9,0 %   | 8,1 %   | 9,1 %  | 2,5 % | 4,5 %    |
| FOCUS    | 18.12.2007 | 33,2 %  | 16,4 %  | 12,4 % | 10,7 %  | 8,0 %   | 9,2 %  | 3,9 % | 6,2 %    |
| FOCUS    | 28.11.2007 | 31,9 %  | 16,6 %  | 14,2 % | 9,5 %   | 8,5 %   | 10,0 % | 4,2 % | 5,1 %    |
| FOCUS    | 26.10.2007 | 33,3 %  | 15,5 %  | 13,7 % | 10,8 %  | 8,9 %   | 9,5 %  | 3,4 % | 4,9 %    |
| FOCUS    | 25.09.2007 | 34,6 %  | 15,1 %  | 13,7 % | 9,8 %   | 9,6 %   | 7,5 %  | 3,3 % | 6,4 %    |
| FOCUS    | 24.08.2007 | 33,8 %  | 18,0 %  | 11,6 % | 10,7 %  | 8,3 %   | 7,6 %  | 3,5 % | 6,5 %    |
| FOCUS    | 30.07.2007 | 35,0 %  | 17,0 %  | 11,7 % | 9,7 %   | 8,4 %   | 8,0 %  | 3,6 % | 6,6 %    |
| FOCUS    | 25.06.2007 | 34,6 %  | 17,7 %  | 14,0 % | 8,6 %   | 8,0 %   | 8,6 %  | 3,1 % | 5,4 %    |
| FOCUS    | 18.05.2007 | 40,3 %  | 17,5 %  | 11,8 % | 7,7 %   | 7,1 %   | 7,5 %  | 3,8 % | 4,3 %    |
| FOCUS    | 25.04.2007 | 36,9 %  | 15,4 %  | 10,9 % | 8,9 %   | 9,3 %   | 9,0 %  | 3,6 % | 6,0 %    |
| FOCUS    | 29.03.2007 | 34,3 %  | 16,4 %  | 12,8 % | 10,4 %  | 7,9 %   | 8,9 %  | 3,0 % | 6,3 %    |
| FOCUS    | 20.02.2007 | 36,3 %  | 13,8 %  | 12,0 % | 11,0 %  | 9,2 %   | 8,0 %  | 3,8 % | 5,9 %    |
| FOCUS    | 11.12.2006 | 33,7 %  | 16,4 %  | 11,8 % | 10,8 %  | 9,2 %   | 8,1 %  | 4,0 % | 6,0 %    |
| FOCUS    | 24.11.2006 | 36,7 %  | 13,6 %  | 11,7 % | 11,1 %  | 7,8 %   | 7,5 %  | 3,3 % | 8,3 %    |
| FOCUS    | 24.10.2006 | 36,8 %  | 14,6 %  | 12,8 % | 9,3 %   | 8,5 %   | 8,1 %  | 3,8 % | 6,1 %    |
| FOCUS    | 17.07.2006 | 31,6 %  | 18,3 %  | 14,8 % | 12,4 %  | 8,2 %   | 6,4 %  | 3,2 % | 5,1 %    |

Laut Umfragen des Instituts für öffentliche Fragen (IVO) hätte sich die Beteiligung an der Wahl zwischen 50 und 60 % bewegt.

## Wahl
Die Wahlbeteiligung lag bei 58,83 %, was eine Wende in der fallenden Tendenz markiert (zum Vergleich: Wahlbeteiligung 2006: 54,67 %). Die höchste Teilnahme nach Landschaftsverbänden (kraj) war im Bratislavský kraj (62,9 %) und die niedrigste im Košický kraj (54,3 %); nach Wahlbezirken am höchsten im Wahlbezirk Dunajská Streda (deckungsgleich mit dem Bezirk mit 67,57 %) und am niedrigsten im Wahlbezirk Michalovce (Bezirke Michalovce + Sobrance mit 49,88 %).
Die vorgesehene Wahlzeit war von 7 bis 22 Uhr, wurde aber in einigen Gemeinden in der Westslowakei wegen Sturmwetters um 30 Minuten verlängert. Damit konnten die ersten Hochrechnungen erst nach 22:30 veröffentlicht werden.
Laut einer Wahltagsbefragung (exit poll) der Agentur MVK würde SMER-SD mit 28 % der Sieger der Wahl; Zweitplatzierte würde die SDKÚ-DS mit 15,2 %. Weitere Parteien mit Vertretung im Nationalrat laut dieser Umfrage wären SaS (12,4 %), KDH (9,9 %), Most–Híd (8,2 %), SMK-MKP (5,8 %) und SNS (5,7 %). Die Koalitionspartei ĽS-HZDS wäre mit 4,7 % nicht im Nationalrat vertreten. Trotz des Siegs von SMER-SD hätten die bis dahin oppositionellen bürgerlichen Parteien eine Parlamentsmehrheit erreichen können.

### Wahlbeobachtung
Wahlbeobachter der OSZE wurden auch wieder zu dieser Wahl eingeladen. Damit war wie auch bei der vorigen Wahl im Jahr 2004 wieder ein OSZE-Team anwesend.

### Wahlergebnis
Die Partei Richtung – Sozialdemokratie (SMER-SD) des amtierenden Premierministers Robert Fico hatte die Wahl mit fast 35 % der Stimmen klar gewonnen und erhielt somit 62 Sitze, dies sind 12 mehr als 2006. Das Ergebnis wich somit von den Wahltagsbefragungen stark ab; entgegen den Schätzungen konnte die Partei noch deutlich zulegen. Auf dem zweiten und dritten Platz landeten die Slowakische Demokratische und Christliche Union – Demokratische Partei (SDKÚ-DS) mit 15,4 % (28 Sitze) und die ein Jahr vorher gegründete Freiheit und Solidarität (SaS) mit 12,1 % (22 Sitze). Die Christlich-demokratische Bewegung (KDH) erhielt 8,5 % (15 Sitze). Die ebenfalls ein Jahr zuvor gegründete Most–Híd holte aus dem Stand 8,1 % und erhielt damit 14 Sitze im Nationalrat. Die bisher mitregierende Slovenská národná strana (SNS) musste deutliche Stimmenverluste hinnehmen und schaffte es nur noch auf 5,1 % (9 Sitze). Überraschend war die noch zuvor im Nationalrat vertretene Partei der ungarischen Koalition (SMK-MKP) und die Volkspartei – Bewegung für eine demokratische Slowakei (ĽS-HZDS) an der 5 %-Hürde gescheitert.
Aus den 50 (großen) Wahlbezirken (volebný obvod) hatten die einzelnen bürgerlichen Parteien nur in sieben davon in absoluten Zahlen gewonnen. Diese waren: Bratislava und Senec (für SDKÚ-DS), Dunajská Streda, Galanta, Komárno und Šaľa (für Most–Híd) und Štúrovo (für SMK-MKP). In den übrigen Wahlbezirken dominierte die SMER-SD.
Wenn die Parteien in zwei Gruppen (Koalitionsparteien: SMER-SD und SNS; bürgerliche Parteien: SDKÚ-DS, SaS, KDH und Most-Híd) unterteilt wurden, ergab sich ein anderes Bild: Nach Landschaftsverbänden (kraj) dominierte die Koalition im Trentschiner, Silleiner und Eperieser Landschaftsverband; die rechten Parteien waren hingegen die Sieger im Preßburger Bezirk und im Tyrnauer, Neutraer und Kaschauer Landschaftsverband. Nur im Bezirk Banská Bystrica waren beide Seiten fast gleich stark.
Durch die Präferenzstimmen waren auch zwei nominell außerparlamentarische Parteien vertreten. Die Konservative Bürgerpartei (Občianska konzervatívna strana, OKS) erhielt durch die Most-Híd vier Abgeordnete und durch die SaS waren vier Kandidaten der bürgerlichen Bewegung Obyčajní ľudia (Alltagsmenschen) ebenfalls im Nationalrat vertreten.
| Partei                                              | Partei                                                                           | Stimmen   | Stimmen | Stimmen | Sitze  | Sitze |
| Partei                                              | Partei                                                                           | Anzahl    | %       | +/−     | Anzahl | +/−   |
| --------------------------------------------------- | -------------------------------------------------------------------------------- | --------- | ------- | ------- | ------ | ----- |
|                                                     | Richtung – Sozialdemokratie (SMER-SD)                                            | 880.111   | 34,79   | +5,65   | 62     | +12   |
|                                                     | Slowakische Demokratische und Christliche Union – Demokratische Partei (SDKÚ-DS) | 390.042   | 15,42   | −2,93   | 28     | −3    |
|                                                     | Freiheit und Solidarität (SaS)                                                   | 307.287   | 12,14   | Neu     | 22     | Neu   |
|                                                     | Christlich-demokratische Bewegung (KDH)                                          | 215.755   | 8,52    | +0,21   | 15     | +1    |
|                                                     | Brücke, Partei der Zusammenarbeit (M-H)                                          | 205.538   | 8,12    | Neu     | 14     | Neu   |
|                                                     | Slovenská národná strana (1990) (SNS)                                            | 128.490   | 5,07    | −6,66   | 9      | −11   |
|                                                     | Partei der ungarischen Koalition (SMK-MKP)                                       | 109.638   | 4,33    | −7,35   | —      | −22   |
|                                                     | Volkspartei – Bewegung für eine demokratische Slowakei (ĽS-HZDS)                 | 109.480   | 4,32    | −4,47   | —      | −20   |
|                                                     | Partei der demokratischen Linken (SDĽ)                                           | 61.137    | 2,41    | +2,29   | —      | —     |
|                                                     | Volkspartei Unsere Slowakei (ĽSNS)                                               | 33.724    | 1,33    | Neu     | —      | Neu   |
|                                                     | Kommunistische Partei der Slowakei (KSS)                                         | 21.104    | 0,83    | −3,05   | —      | —     |
|                                                     | Union – Partei für die Slowakei (Únia)                                           | 17.741    | 0,70    | Neu     | —      | Neu   |
|                                                     | Palis Kapurková, eine lustige politische Partei (Paliho Kapurková)               | 14.576    | 0,57    | Neu     | —      | Neu   |
|                                                     | Europäische Demokratische Partei (EDS)                                           | 10.332    | 0,40    | Neu     | —      | Neu   |
|                                                     | Neue Demokratie (ND)                                                             | 7.962     | 0,31    | Neu     | —      | Neu   |
|                                                     | Partei der Roma-Koalition (SRK)                                                  | 6.947     | 0,27    | Neu     | —      | Neu   |
|                                                     | Arbeiterassoziation der Slowakei (ZRS)                                           | 6.196     | 0,24    | −0,05   | —      | —     |
|                                                     | AZEN – Allianz für ein Europa der Nationen (AZEN)                                | 3.325     | 0,13    | Neu     | —      | Neu   |
| Gesamt                                              | Gesamt                                                                           | 2.529.385 | 100,00  |         | 150    |       |
| Gültige Stimmen                                     | Gültige Stimmen                                                                  | 2.529.385 | 98,63   | −0,07   |        |       |
| Ungültige Stimmen                                   | Ungültige Stimmen                                                                | 27.394    | 1,37    | +0.07   |        |       |
| Wahlbeteiligung                                     | Wahlbeteiligung                                                                  | 2.556.779 | 58,83   | +4,16   |        |       |
| Nichtwähler                                         | Nichtwähler                                                                      | 1.805.590 | 41,17   | −4,16   |        |       |
| Wahlberechtigte                                     | Wahlberechtigte                                                                  | 4.362.369 |         |         |        |       |
| Quelle: Statistisches Amt der Slowakischen Republik |                                                                                  |           |         |         |        |       |

## Folgen der Wahl

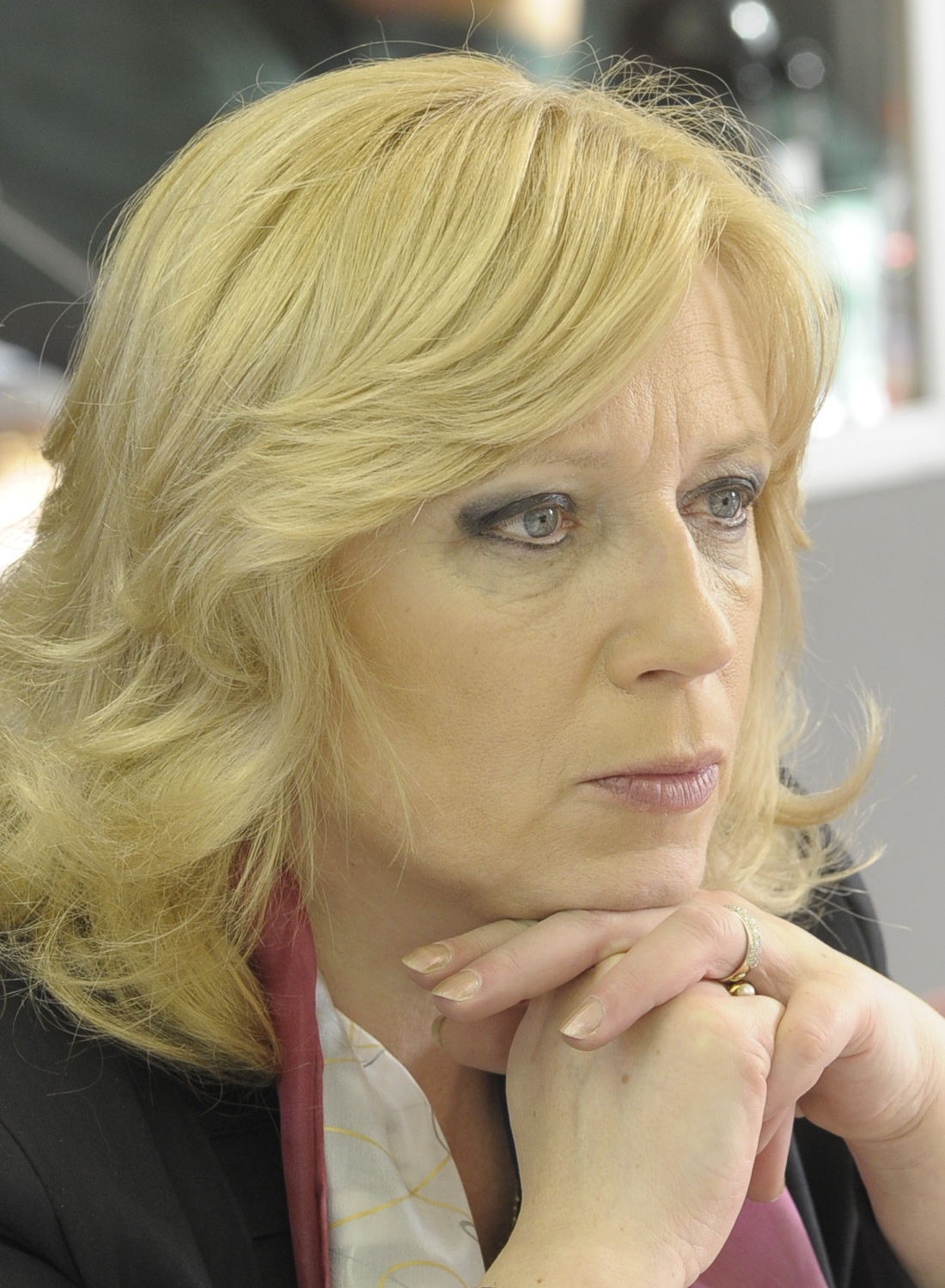
Iveta Radičová, Wahlkampfleiterin von SDKÚ-DS und dann Premierministerin

Obwohl die Partei SMER-SD die Wahl klar gewonnen hatte, konnte die bisherige Koalition aus SMER-SD, SNS und ĽS-HZDS nicht erneuert werden. Beide Koalitionspartner der SMER-SD mussten deutliche Stimmenverluste hinnehmen, weshalb es nicht mehr für eine absolute Mehrheit im Nationalrat reichte. Der eine Koalitionspartner, die Slovenská národná strana (SNS) erreichte nur noch etwas mehr als 5 % und erhielt damit nur noch 9 Mandate (11 Mandate weniger als 2006) und der andere, die Volkspartei – Bewegung für eine demokratische Slowakei (ĽS-HZDS) scheiterte an der 5 %-Hürde; damit hätte die alte Koalition nur 71 von 76 notwendigen Sitzen gehabt. Die Zeitung SME bemerkte dazu, ein Grund für den Fall von zwei Koalitionspartnern sei, dass die Partei SMER-SD auch Stammregionen von SNS und ĽS-HZDS mit einem von diesen „kopierten“ Programm und einem starken Wahlkampfleiter angegriffen und die Wähler übernommen hätte.
Dennoch hatte Fico am 13. Juni 2010 verkündet, dass er versuchen werde, seine Amtszeit als Premierminister mit einer Koalition von SMER-SD, SNS und einer der bürgerlichen Parteien fortzuführen – am wahrscheinlichsten mit der KDH – was von Analytikern nicht ausgeschlossen wurde. Der damalige Präsident Ivan Gašparovič hatte tatsächlich Fico beauftragt, eine neue Regierung zu bilden, denn seine Partei hatte mit Abstand die meisten Stimmen erhalten. Er hatte bis zum 23. Juni Zeit mit der Regierungsbildung; laut eigener Aussage, er würde aber nichts verlängern, d. h., soll er nicht erfolgreich sein, dann würde er in die Opposition gehen. Dies war entgegen der ähnlichen Situation in Tschechien. Obwohl dort die ČSSD die Wahl gewonnen hatte, beauftragte der Präsident Václav Klaus Petr Nečas, den Wahlkampfleiter von der zweitstärksten Partei ODS eine neue Regierung zu bilden. Eine Koalition der bürgerlichen Parteien (SDKÚ–DS, SaS, KDH und Most–Híd) erschien jedoch wahrscheinlicher, da alle Parteichefs eine Zusammenarbeit mit der von Fico geführten SMER-SD ablehnten. Die Wahlkampfleiterin von der SDKÚ-DS, Iveta Radičová bemerkte beispielsweise: „Irgendeine Zusammenarbeit mit dieser Partei (Smer-SD) wäre ein Betrug an unseren Wählern“. Parallel zu den „offiziellen“ Koalitionsverhandlungen, hatten die vier bürgerlichen Parteien am 13. Juni auch mit informellen Gespräche angefangen, in Vorbereitung für die Woche nach dem Wahlwochenende. Nach dem Politologe Grigorij Mesežnikov, falls diese Parteien einen Koalitionsvertrag abschließen können, würde die Wahlkampfleiterin der stärksten Koalitionspartei Iveta Radičová neue Premierministerin. Damit wäre sie die erste weibliche Premierministerin der Slowakei. Dies wurde am 15. Juni von SDKÚ-DS selbst bestätigt, als das Parteipräsidium sie als die offizielle Kandidatin der Partei für die Stelle des Premierministers nominierte. Noch am selben Tag haben die Vorsitzenden bzw. Wahlkampfleiter (SDKÚ-DS) der vier Parteien eine Deklaration unterzeichnet, in der sie den Willen zur Bildung einer neuen Regierung unter Leitung von Iveta Radičová ausdrückten.
Bei den Regierungsverhandlungen hatte die KDH am 16. Juni die Forderung, das Hinzufügen der zwei Nachträge über Gewissungsvorbehalt und Trennung von Religion und Staat als Teil eines internationalen Vertrags zwischen der Slowakei und Vatikan in das Regierungsprogramm aufgenommen. Diese Forderung hatte aber im Jahr 2006 den Zusammenbruch der Mitte-rechts-Regierung verursacht, als die KDH die Koalition mit der SDKÚ-DS abgebrochen hatte. Nach Radičovás Aussage hatte jedoch die SDKÚ-DS nun kein Problem mit den Nachträgen; sie gab aber keine Antwort zur Frage, was sich in der Zwischenzeit geändert habe. Laut einiger Quellen versuchte die SMER-SD, mit der KDH eine Regierung zu bilden, wo die KDH die Hälfte der Regierungsposten, sowie das Amt des Premierministers und die Ratifikation der Nachträge erhalten hätte. Diese Regierung wäre auch von der SNS unterstützt worden. Einen Tag später am 17. Juni, hatte der Vorsitzende Ján Figeľ erneut zurückgewiesen, dass sie mit der SMER-SD verhandeln würden; auch Fico dementierte diese Meldung und bezeichnete das angebliche Angebot als „Unsinn“. Im am 23. Juni veröffentlichten Programm erscheinen die Nachträge nicht; auch die von der SaS geforderte Liberalisierung der Drogengesetze und der gleichgeschlechtlichen Ehe werden nicht erwähnt.

### Regierung Radičová
Da Fico bis zum 23. Juni keine neue Regierung bilden konnte, hatte der Präsident noch am selben Tag die Wahlkampfleiterin der SDKÚ-DS, Iveta Radičová mit der Bildung einer neuen Regierung beauftragt, mit einer Frist bis zum 8. Juli. Es wurde auch bekannt gegeben, dass sofort nach der ersten Sitzung des neuen Nationalrats am 8. Juli die Regierung Fico abtreten sollte.
Am 28. Juni 2010 wurde bekannt gegeben, dass die neuen Koalitionsparteien die Ministerien und verschiedenen Amtsstellen unter sich aufteilen konnten: die SDKÚ-DS übernahm das Amt des Premierministers und vier weitere Ministerien, die SaS bekommt das Amt des Nationalratspräsidenten und ebenfalls vier weitere Ministerien, die KDH drei und die Most–Híd zwei Ministerien, sowie das Amt des Vizepremierministers für Minderheiten. Der Koalitionsvertrag wurde im Bratislava Primatialpalais am 6. Juli unterzeichnet; darüber hinaus wurden auch die neuen Minister offiziell im Amt bestätigt. Am 8. Juli 2010 wurde Radičová vom Staatspräsidenten als neue Premierministerin ernannt. Dies geschah sofort nach dem Abtreten der alten Regierung. Damit war sie die erste Frau in diesem Amt in der Geschichte der Slowakei. Einen Tag später erhielten auch der Vizepremier und die 12 Minister ihre Ernennungsurkunden; damit konnte die neue Regierung antreten.
Im Oktober 2011 konnte sich die Regierung nicht darauf einigen, dem Rettungsschirm für Europa zuzustimmen und war damit gescheitert; einen Tag später, am 12. Oktober einigten sich jedoch jene Koalitionsparteien, die sich für den Rettungsschirm der EU aussprachen mit der größten Oppositionspartei SMER-SD darauf, den Rettungsschirm doch noch durch den Nationalrat zu bringen, unmittelbar im Anschluss daran jedoch Neuwahlen auszurufen. (vgl.: Die Presse vom 13. Oktober 2011) Die Regierung bleibt damit zwar geschäftsführend im Amt, muss jedoch als gescheitert gelten. Ob es zu einer Neuauflage der Koalition kommen wird, falls sie wieder eine Mehrheit erhielte gilt als unwahrscheinlich.

### Fall von SMK-MKP und ĽS-HZDS
Besonders aufmerksam von den politischen Beobachtern und Mitbewerbern wurde die Partei der ungarischen Koalition SMK-MKP verfolgt. Sie erreichte nur 4,33 % der Stimmen (11,68 % bei der Wahl im Jahre 2006) und war somit überraschend nicht mehr im Nationalrat vertreten, hatten doch Umfragen ihr einen knappen Verbleib in der Volksvertretung vorausgesagt. Am Sonntag gab deswegen der Parteivorsitzende Pál Csáky seinen Rücktritt und die künftige Schwerpunktsetzung auf Regional- und Kommunalwahlen bekannt. Laut Csáky lag das schlechte Abschneiden der Partei daran, dass erstmals die neue Ungarn-Partei Most–Híd des ehemaligen Parteichefs der SMK-MKP Béla Bugár zur Wahl antrat. Der Misserfolg von SMK-MKP enttäuschte die von Fidesz geleitete ungarische Regierung, da sie die Most–Híd (zunächst) nicht als einen guten Partner empfanden. Zugleich musste die ungarische Regierung Kritik von allen Spektren der ungarischen Politik hinnehmen, vor allem wegen ihrer Handlung um das umstrittene Doppelstaatsbürgerschaftsrecht. Andererseits hoffen die ungarischen Analytiker, dass eine bürgerliche Koalition mit der Partei Most-Híd die Beziehungen zwischen Slowakei und Ungarn verbessern könnte.
Das schlechte Abschneiden (4,32 %) der in den 1990er Jahren stärksten Fraktion der Volkspartei – Bewegung für eine demokratische Slowakei (ĽS-HZDS) wurde in der slowakischen Presse als „Ende der Mečiar-Ära“ bezeichnet. Der Vorsitzende Mečiar beabsichtigt, laut Aussage seines Stellvertreters dennoch nicht zurückzutreten. Wie bei der SMK-MKP hatte auch die ĽS-HZDS die Schwerpunktsetzung auf die Regional- und Kommunalwahlen bekannt gegeben.